# Sundbybergs kommun
För andra betydelser, se Sundbyberg.
Sundbybergs kommun eller Sundbybergs stad är en kommun i Stockholms län. Den kommunala administrationen är belägen i stadsdelen Hallonbergen, medan den centrala och äldre bebyggelsen återfinns i stadsdelen Centrala Sundbyberg. 
Kommunens tätbebyggelse ingår i sin helhet i tätorten Stockholm. Sundbybergs kommun är Sveriges till ytan minsta kommun. I början av 2020-talet dominerades det lokala näringslivet av privata och offentliga tjänstenäringar.  
Efter att kommunen bildades 1971 sjönk invånarantalet fram till början på 1980-talet. Därefter har befolkningstillväxten varit positiv. Kommunen är ett starkt fäste för Socialdemokraterna som också varit en del av samtliga styrande koalitioner sedan kommunen bildades, utom åren 2006–2007 och 2015–2018.

## Administrativ historik

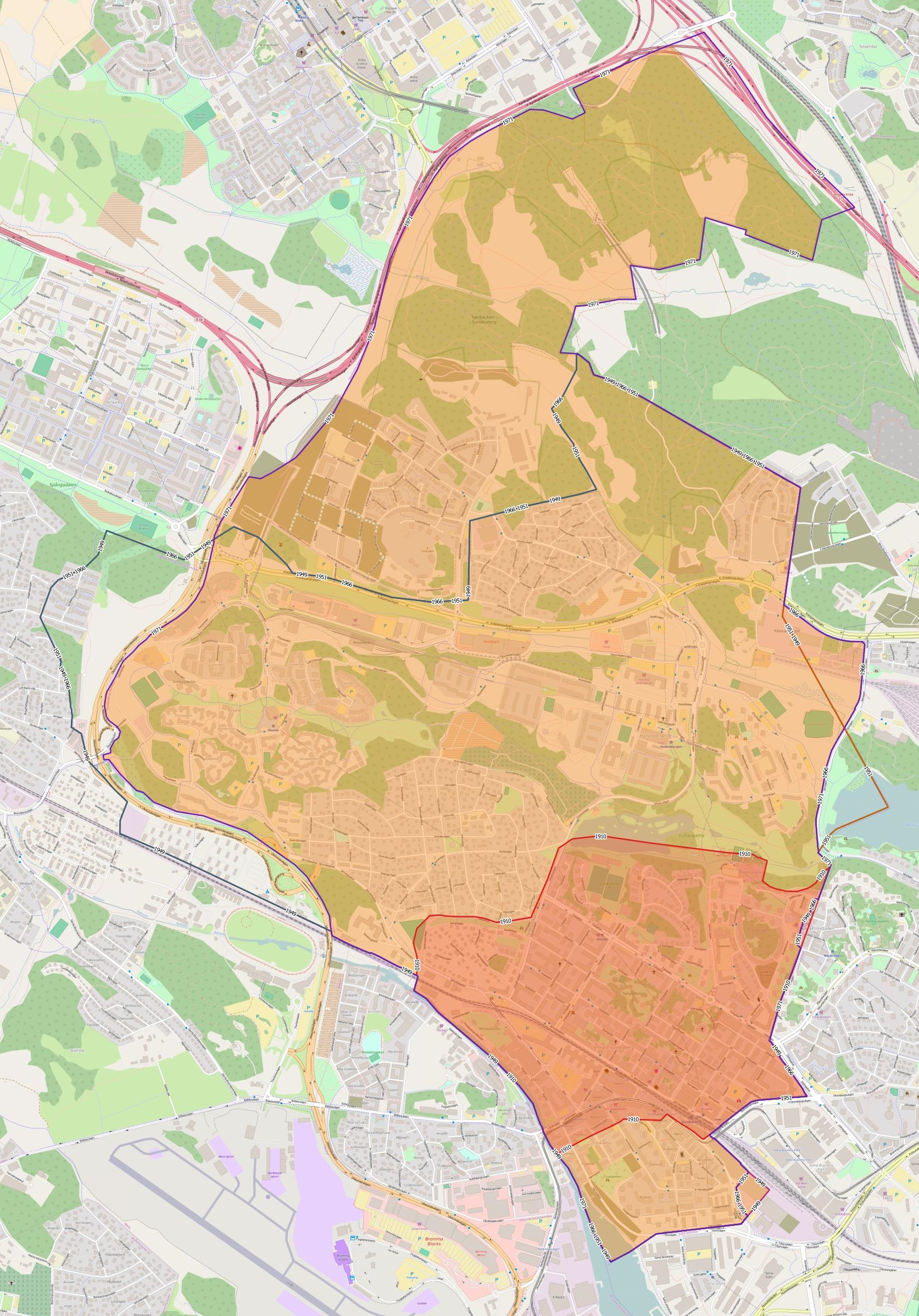
Sundbybergs kommuns gränser genom tiderna.

Kommunens område motsvarar en del av Bromma socken, en mindre del av Solna socken och en mindre del av Spånga socken där vid kommunreformen 1862 landskommuner bildades med samma namn som socknarna.
Sundbybergs köping bildades 1888 genom en utbrytning ur Bromma landskommun. Det området motsvaras i grova drag av de nuvarande stadsdelarna Centrala Sundbyberg och Storskogen. Köpingskommunen ombildades 1927 till Sundbybergs stad.
Duvbo municipalsamhälle inrättades 3 juli 1903 i Spånga landskommun och upplöstes 1949 då municipalsamhället och cirka fem kvadratkilometer av Spånga landskommun införlivades i Sundbybergs stad. Lilla Alby municipalsamhälle inrättades 19 juli 1907 i Solna landskommun, upplöstes 1943 när landskommunen ombildades till Solna stad, och området bröts sedan ur Solna stad 1949 och införlivades i Sundbybergs stad.
Kommunreformen 1952 påverkade inte indelningarna i området.
Från 1965 ingick Sundbyberg i Solna-Sundbybergs kommunblock. Någon sammanläggning genomfördes dock inte utan Sundbybergs stad ombildades vid kommunreformen 1971 till Sundbybergs kommun. Samtidigt skedde ett områdesutbyte med Stockholms kommun: Till Sundbyberg överfördes ett område med 32 invånare och omfattande en areal av 2,38 km², varav allt land. I motsatt riktning (från Sundbyberg till Stockholm) överfördes ett obebott område omfattande en areal av 0,54 km², varav allt land.
Kommunen ingår sedan bildandet i Solna tingsrätts domsaga.
Kommunen ingår sedan 2011 i Förvaltningsområdet för finska. 

## Geografi
Kommunen är belägen i södra delen av landskapet Uppland och består huvudsakligen av områden som en gång i tiden utgjorde delar av Bromma och Spånga socknar i Sollentuna härad.  Den gränsar i söder, väster och norr till Stockholms kommun, i norr också till Sollentuna kommun och i öster till Solna kommun, alla i Stockholms län.

### Topografi och hydrografi
Den till ytan lilla kommunen Sundbyberg rymmer två helt olika naturtyper. Södra delen av kommun är tätbefolkad och utgörs av ett  sprickdalslandskap. Där ligger finns ett rikt fågelliv kring Lötsjön. Den norra delen av kommunen domineras av en lerslätt, varigenom Igelbäcken, berömd för sitt bestånd av den sällsynta fisken grönling, rinner. I norra delen av kommunen finns även  Kymlingeområdet, även detta med rikt fågelliv av bland annat rovfåglar.
Nedan presenteras andelen av den totala ytan 2020 i kommunen jämfört med riket.
|  | Bebyggelse (51,2 %) |

|  | Skog (14,0 %) |

|  | Öppen myrmark (0,9 %) |

|  | Jordbruksmark (0,8 %) |

|  | Övrig mark (33,1 %) |

|  | Bebyggelse (3,1 %) |

|  | Skog (68,0 %) |

|  | Öppen myrmark (7,2 %) |

|  | Jordbruksmark (7,4 %) |

|  | Övrig mark (14,3 %) |

### Naturskydd
År 2022 fanns ett naturreservat i Sundbybergs kommun, Lötsjön-Golfängarna. Det 26 hektar stora reservatet bildades 2016 och är ett kommunalt reservat. Kring Lötsjön finns ett rikt fågelliv, men i området finns också gamla och grova tallar varav många kan vara 150-200 år gamla.

### Administrativ indelning

#### För befolkningsrapportering
Fram till 2016 var kommunen för befolkningsrapportering indelad i en enda församling, Sundbybergs församling.
Från 2016 omfattar kommunen ett enda distrikt, Sundbybergs distrikt, som dock marginellt skiljer från kommunens omfattning.

#### Kommundelar

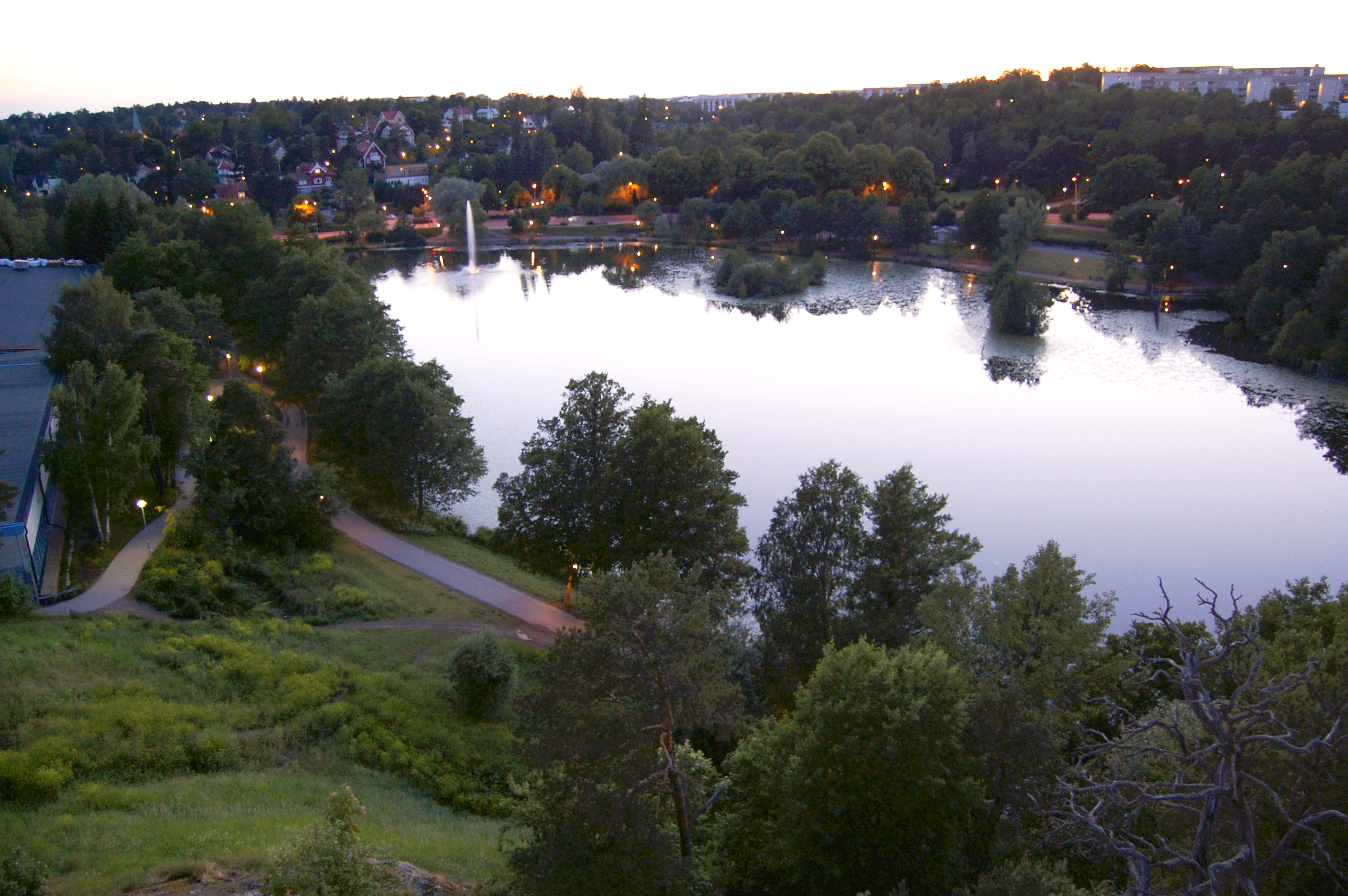
Lötsjön sedd från Sundbybergs skidbacke.

Den totala befolkningen i samtliga kommundelar 2018.
| Kommundel                                         | Folkmängd |
| ------------------------------------------------- | --------- |
| Centrala Sundbyberg                               | 14 079    |
| Rissne                                            | 8 232     |
| Hallonbergen                                      | 5 607     |
| Lilla Alby                                        | 6 032     |
| Storskogen                                        | 3 066     |
| Duvbo                                             | 2 171     |
| Ör                                                | 2 330     |
| Stora Ursvik                                      | 5 895     |
| Lilla Ursvik                                      | 1 067     |
| Brotorp/Järvastaden                               | 1 973     |
| Restförda                                         | 113       |
| Källa: Sundbyberg stad - Befolkning och demografi |           |

Dessutom finns Kymlinge, som i stort sett är obebyggt och till stora delar består av naturreservat.

### Tätorter
År 2020 bodde 100 procent av kommunens invånare i någon av kommunens tätorter, vilket var högre än motsvarande siffra för riket där genomsnittet var 87,6 procent. Vid Statistiska centralbyråns tätortsavgränsning 2020 ingick större delen av kommunen i tätorten Stockholm.

### Postadress
Postorten Sundbyberg sammanfaller med kommunen med vissa marginella undantag i anslutning till kommungränsen. Postnumren ligger i serierna 172 XX och 174 XX.

## Styre och politik
I oktober 2013 flyttade Sundybergs stads stadshus från Rissne, dit de flyttat i slutet av 90-talet från den ursprungliga platsen på Sundbybergs torg vid Landsvägen, till Hallonbergen.

### Styre
Socialdemokraterna styrde kommunen från dess kommunen grundande fram till valet 2006, då en borgerlig allians bestående av Centerpartiet, Folkpartiet, Kristdemokraterna och Moderaterna tog över makten. Bo Genfors (M) blev kommunstyrelsens ordförande. I augusti 2007 meddelade emellertid två moderata ledamöter i kommunfullmäktige, Michael Spira och Arne Wijkman, att de bytte parti till Socialdemokraterna. Formellt blev de politiska vildar. Bo Genfors avgick som kommunstyrelsens ordförande. Den 24 september valdes Helene Hellmark Knutsson (S) till ny ordförande i kommunstyrelsen. Därmed tog de rödgröna tillsammans med de politiska vildarna över makten.
Mandatperioden 2010–2014 behöll de rödgröna makten men i koalitionen inkluderades även Kristdemokraterna. Koalitionen samlade 25 av 51 mandat. Efter valet 2014 bildade Socialdemokraterna och Vänsterpartiet en koalition med Centerpartiet och Kristdemokraterna. Dessa samlade totalt 27 av 55 mandat. År 2015 meddelade Centerpartiet att man lämnade minoritetsstyret för att istället sikta på ett majoritetsstyre med Alliansen och Miljöpartiet. Den 13 november 2015 meddelades också att Alliansen tog över makten tillsammans med Miljöpartiet. Efter valet 2018 bildades en mittenkoalition mellan Centerpartiet, Liberalerna och Socialdemokraterna. Koalitionen styr i minoritet, men med stöd av Vänsterpartiet.
Efter valet 2022 blev styret I kommunen något mer vänsterorienterat då makten övertogs av en koalition bestående av Socialdemokraterna, Vänsterpartiet, Centerpartiet och Miljöpartiet. Den nya koalitionen samlade 34 av 61 mandat i kommunfullmäktige.
| År        | Partier | Partier | Partier | Partier | Partier | Partier |
| --------- | ------- | ------- | ------- | ------- | ------- | ------- |
| 1994-1998 | S       | L       |         |         |         |         |
| 1994-1998 | S       | V       |         |         |         |         |
| 1998-2002 | S       | V       | MP      |         |         |         |
| 2002-2006 | S       | V       | MP      |         |         |         |
| 2006-2007 | M       | L       | KD      | C       |         |         |
| 2007-2010 | S       | V       | MP      | -#      |         |         |
| 2010-2014 | S       | MP      | KD      | C       |         |         |
| 2014-2015 | S       | V       | C       | KD      |         |         |
| 2015-2018 | M       | MP      | L       | C       | KD      |         |
| 2018-2022 | S       | C       | L       |         |         |         |
| 2022-2026 | S       | C       | MP      | V       |         |         |

# styrande koalition stödde sig också på två politiska vildar

### Kommunalråd
Kommunen hade i oktober 2024 sex kommunalråd och fyra oppositionsråd
| Kommunalråd    | Kommunalråd       |
| -------------- | ----------------- |
| S              | Peter Schilling   |
| S              | Ayla Eftekhari    |
| V              | Towe Bengtsson    |
| V              | Amanda Möllenhoff |
| C              | Stefan Bergström  |
| MP             | Martin Solberg    |
| Oppositionsråd |                   |
| M              | Gustaf Reinfeldt  |
| SD             | Carina Cortes     |
| L              | Johan Storåkers   |
| KD             | Daniel Wiström    |

### Kommunfullmäktige
Kommunfullmäktige består av 61 ledamöter samt 33 ersättare.

#### Presidium
| Presidium 2022–2026 | Presidium 2022–2026 | Presidium 2022–2026 |
| ------------------- | ------------------- | ------------------- |
| Ordförande          | S                   | Helena Markstedt    |
| 1:e vice ordförande | V                   | Veronica Kallander  |
| 2:e vice ordförande | M                   | Jan Bojling         |

#### Mandatfördelning 1970–2022
| 3 | 23 | 4 | 7 | 4 |

| 34 | 7 |

| 4 | 20 | 7 | 4 | 6 |

| 33 | 8 |

| 4 | 20 | 5 | 5 | 7 |

| 31 | 10 |

| 4 | 21 | 3 | 5 | 8 |

| 25 | 16 |

| 4 | 22 |  | 3 | 2 | 9 |

| 24 | 17 |

| 4 | 19 |  | 2 | 6 | 9 |

| 26 | 15 |

| 4 | 23 | 3 |  | 8 | 11 |

| 30 | 21 |

| 4 | 20 |  |  |  | 6 |  | 13 |

| 31 | 20 |

| 4 | 24 |  |  | 6 | 13 |

| 29 | 22 |

| 6 | 19 | 3 | 4 | 3 | 16 |

| 29 | 22 |

| 5 | 19 |  | 8 | 3 | 14 |

| 27 | 24 |

| 4 | 17 | 4 |  | 5 | 3 | 17 |

| 28 | 23 |

| 4 | 15 | 6 |  |  | 4 |  | 16 |

| 27 | 24 |

| 4 | 18 | 6 | 4 | 3 | 4 |  | 14 |

| 31 | 24 |

| 7 | 16 | 4 | 6 | 5 | 5 | 3 | 15 |

| 33 | 28 |

| 8 | 19 | 3 | 6 | 4 | 4 | 3 | 14 |

| 33 | 28 |

### Nämnder

#### Kommunstyrelse
Mandatperioden 2018–2022 bestod kommunstyrelsen av 12 ledamöter och 12 ersättare. Detta utökades och mandatperioden 2022–2026 består kommunstyrelsen av 13 ledamöter och 13 ersättare. Socialdemokraterna har tre ledamöter, Moderaterna, Vänsterpartiet och Centerpartiet två ledamöter var, och  Sverigedemokraterna, Liberalerna, Miljöpartiet, Kristdemokraterna har en ledamot var.
| Presidium 2022-2026 | Presidium 2022-2026 | Presidium 2022-2026 |
| ------------------- | ------------------- | ------------------- |
| Ordförande          | S                   | Peter Schilling     |
| 1:e vice ordförande | C                   | Stefan Bergström    |
| 2:e vice ordförande | M                   | Gustaf Reinfeldt    |

#### Lista över kommunstyrelsens ordförande
| Namn | Namn                     | Från | Till | Politisk tillhörighet |
| ---- | ------------------------ | ---- | ---- | --------------------- |
|      | John Olof Rosander       | 1977 | 1991 | Socialdemokraterna    |
|      | Ove Holmberg             | 1991 | 2001 | Socialdemokraterna    |
|      | Helene Hellmark Knutsson | 2001 | 2006 | Socialdemokraterna    |
|      | Bo Genfors               | 2006 | 2007 | Moderaterna           |
|      | Helene Hellmark Knutsson | 2007 | 2010 | Socialdemokraterna    |
|      | Jonas Nygren             | 2010 | 2015 | Socialdemokraterna    |
|      | Mikael T. Eriksson       | 2015 | 2018 | Moderaterna           |
|      | Peter Schilling          | 2018 |      | Socialdemokraterna    |

#### Övriga nämnder
Det finns 10 nämnder i kommunen: Byggnads- och tillståndsnämnden, Förskolenämnden, Grundskole- och gymnasienämnden, Krisledningsnämnden, Kultur- och fritidsnämnden, Social- och arbetsmarknadsnämnden, Stadsmiljö- och tekniska nämnden, Valnämnden, Äldrenämnden samt Överförmyndarnämnden. Nedan presenteras nämndernas presidium 2022–2026:
| Nämnd                             | Ordförande | Ordförande          | 1:e vice ordförande | 1:e vice ordförande  | 2:e vice ordförande | 2:e vice ordförande |
| --------------------------------- | ---------- | ------------------- | ------------------- | -------------------- | ------------------- | ------------------- |
| Byggnads- och tillståndsnämnden   | S          | Robert Falck        | C                   | Christina Wilson     | M                   | Jonas Frycklund     |
| Förskolenämnden                   | V          | Amanda Möllenhoff   | MP                  | Edit Holmqvist       | L                   | Johan Storåkers     |
| Grundskole- och gymnasienämnden   | S          | Ayla Eftekhari      | C                   | Jens Johansson       | M                   | Douglas Thor        |
| Krisledningsnämnden               | S          | Peter Schilling     | C                   | Stefan Bergström     | M                   | Gustaf Reinfeldt    |
| Kultur- och fritidsnämnden        | C          | Stefan Bergström    | V                   | Vicki Broberg        | L                   | Johan Storåkers     |
| Social- och arbetsmarknadsnämnden | S          | Patrik Tengberg     | V                   | Malin Fröjmark       | M                   | Morgan Lindqvist    |
| Stadsmiljö- och tekniska nämnden  | MP         | Martin Solberg      | S                   | Fredrik Bylund       | KD                  | Daniel Wiström      |
| Valnämnden                        | M          | Jan Bojling         | S                   | Fredrik Bylund       |                     |                     |
| Äldrenämnden                      | V          | Towe Bengtsson      | S                   | Esma Yagci           | M                   | Ritva Runestad      |
| Överförmyndarnämnden              | C          | Antina-Maria Hessel | S                   | Christina Fjellström | KD                  | Jens Manell         |

### Valresultat 2022
| Parti                            | Valdistrikt    | Valdistrikt | Kommun  |
| Parti                            | Starkaste      | Andel       | Andel   |
| -------------------------------- | -------------- | ----------- | ------- |
| S                                | Hallonbergen 3 | 40,25 %     | 30,79 % |
| M                                | Duvbo 2        | 30,56 %     | 21,60 % |
| V                                | Hallonbergen 2 | 23,04 %     | 13,30 % |
| SD                               | Storskogen 1   | 15,23 %     | 9,84 %  |
| L                                | Duvbo 2        | 15,39 %     | 7,07 %  |
| C                                | Lilla Alby 3   | 11,23 %     | 7,05 %  |
| MP                               | Centrala Sbg 7 | 7,63 %      | 4,84 %  |
| KD                               | Lilla Ursvik   | 6,67 %      | 4,12 %  |
| MED                              | Centrala Sbg 3 | 1,17 %      | 0,58 %  |
| PNy                              | Hallonbergen 3 | 2,04 %      | 0,43 %  |
| Data hämtat från Valmyndigheten. |                |             |         |

Exklusive uppsamlingsdistrikt. Partier som fått mer än en procent av rösterna i minst ett valdistrikt redovisas.

### Vänorter
Sundbyberg har fyra vänorter:
- Alūksne, Alūksnes distrikt, Lettland
- Haringey, Storlondon, England, Storbritannien
- Kyrkslätt, Nyland, Finland
- Sankt Veit an der Glan, Kärnten, Österrike

## Ekonomi och infrastruktur

### Näringsliv
Fram till ungefär 1870-talet ansågs området som idag utgör Sundbybergs kommun vara en jordbruksbygd på landet vilken utgjordes av ett fåtal gods. Industrialiseringen under slutet av 1800-talet ledde till att invånarna flyttade till Stockholm för att söka arbete inom industrin. Marken såldes och bostäder ersatte jordbruken. Därefter började fabriker och verkstäder etableras i området. I arbetarsamhället Sundbyberg var stenhuggare och industriarbetare de dominerande yrkena, men området blev även en handelsort för bönder från omkringliggande trakter. Bland industrier som etablerades hittas exempelvis Nybergs mekaniska, Max Sieverts, Alpha, spis- och knäckebrödsfabriken Kronan och AB Marabou. Sen dess har kommunens näringsliv förändrats kraftigt.
I början av 2020-talet dominerades det lokala näringslivet av privata och offentliga tjänstenäringar. Tillverkningsindustrin tillhandahåller omkring tre procent av kommunens arbetstillfällen. Swedbank var kommunens största arbetsgivare med 3 725 anställda 2020.

### Infrastruktur

#### Transporter

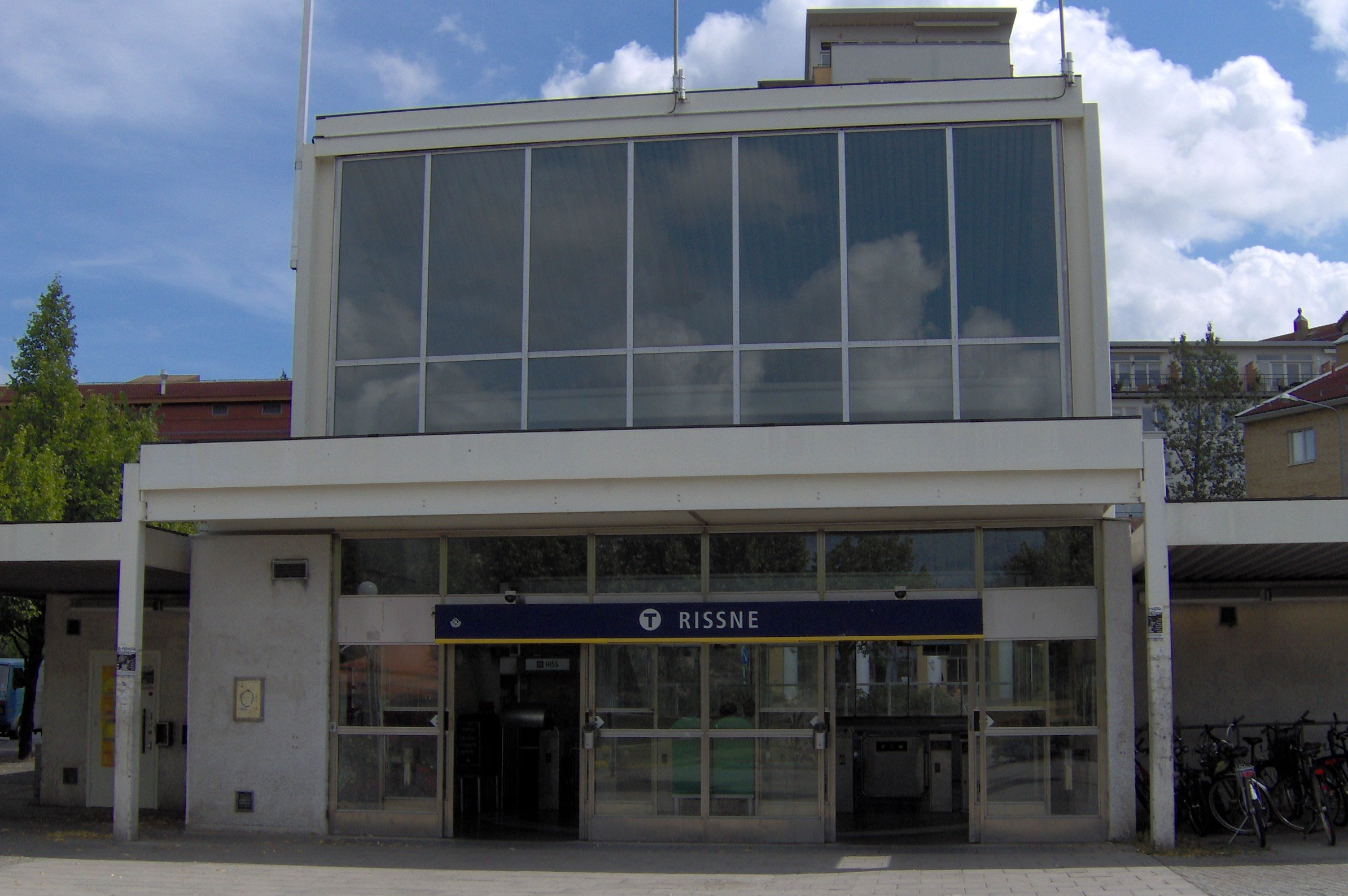
Rissne tunnelbanestation

Sundbyberg har goda förbindelser med Stockholms innerstad, med tunnelbana, pendeltåg och bussar. Fjärrtågen på Mälarbanan gör också uppehåll vid Sundbyberg. Antalet tunnelbanestationer i kommunen är fem: Sundbybergs centrum, Duvbo, Rissne, Hallonbergen samt stationen Näckrosen som är delad med Solna. Dessutom ligger den ej färdigställda stationen Kymlinge inom Sundbyberg. Åren 1925-1959 fanns spårvagnsförbindelse med centrala Stockholm. Sundbyberg återfick spårvagnstrafik när Tvärbanans förlängning togs i bruk i oktober 2013. Även Tvärbanans Kistagren kommer att gå genom kommunen. Ett stort antal busslinjer trafikerar Sundbyberg. 
Inom kommunen ligger flera av SL:s depåer för uppställning och underhåll av kollektivtrafikens fordon. Dessa är för busstrafiken Råstadepån, ett av landets största bussgarage samt för tunnelbanetrafiken Rissnedepån. I anslutning tal den sistnämnda planeras även en spårvagnsdepå för Tvärbanan.

## Befolkning

### Demografi

#### Befolkningsutveckling
Kommunen har 56 694 invånare (31 mars 2025), vilket placerar den på 45:e plats avseende folkmängd bland Sveriges kommuner.
| Befolkningsutvecklingen i Sundbybergs kommun 1910–2020  | Befolkningsutvecklingen i Sundbybergs kommun 1910–2020 | Befolkningsutvecklingen i Sundbybergs kommun 1910–2020 | Befolkningsutvecklingen i Sundbybergs kommun 1910–2020 | Befolkningsutvecklingen i Sundbybergs kommun 1910–2020 |
| ------------------------------------------------------- | ------------------------------------------------------ | ------------------------------------------------------ | ------------------------------------------------------ | ------------------------------------------------------ |
|                                                         |                                                        |                                                        |                                                        |                                                        |
| År                                                      |                                                        |                                                        | Folkmängd                                              |                                                        |
| 1910                                                    | 1910                                                   |                                                        | 4 649                                                  |                                                        |
| 1920                                                    | 1920                                                   |                                                        | 6 920                                                  |                                                        |
| 1930                                                    | 1930                                                   |                                                        | 8 471                                                  |                                                        |
| 1940                                                    | 1940                                                   |                                                        | 10 992                                                 |                                                        |
| 1950                                                    | 1950                                                   |                                                        | 24 488                                                 |                                                        |
| 1960                                                    | 1960                                                   |                                                        | 27 068                                                 |                                                        |
| 1970                                                    | 1970                                                   |                                                        | 28 085                                                 |                                                        |
| 1975                                                    | 1975                                                   |                                                        | 26 995                                                 |                                                        |
| 1980                                                    | 1980                                                   |                                                        | 25 717                                                 |                                                        |
| 1985                                                    | 1985                                                   |                                                        | 28 516                                                 |                                                        |
| 1990                                                    | 1990                                                   |                                                        | 31 308                                                 |                                                        |
| 1995                                                    | 1995                                                   |                                                        | 31 803                                                 |                                                        |
| 2000                                                    | 2000                                                   |                                                        | 33 868                                                 |                                                        |
| 2005                                                    | 2005                                                   |                                                        | 34 016                                                 |                                                        |
| 2010                                                    | 2010                                                   |                                                        | 38 633                                                 |                                                        |
| 2015                                                    | 2015                                                   |                                                        | 44 090                                                 |                                                        |
| 2020                                                    | 2020                                                   |                                                        | 52 801                                                 |                                                        |
| Anm: * All statistik baserar sig på dagens kommungräns. |                                                        |                                                        |                                                        |                                                        |

#### Utländsk bakgrund
Den 31 december 2018 utgjorde antalet invånare med utländsk bakgrund (utrikes födda personer samt inrikes födda med två utrikes födda föräldrar) 21 120, eller 41,77 % av befolkningen (hela befolkningen: 50 564 den 31 december 2018). Den 31 december 2002 utgjorde antalet invånare med utländsk bakgrund enligt samma definition 8 531, eller 25,24 % av befolkningen (hela befolkningen: 33 797 den 31 december 2002).

#### Invånare efter de vanligaste födelseländerna
Andelen personer i kommunen födda utomlands var den 31 december 2017 30,25 % av befolkningen (jämfört med 18,5 % på riksbasis).
Det är stor variation mellan de olika kommundelarna när det gäller andelen utrikes födda (2011 års siffror):
| Kommundel                 | Andel utrikes födda (%) |
| ------------------------- | ----------------------- |
| Centrala Sundbyberg       | 16,2                    |
| Rissne                    | 38,9                    |
| Hallonbergen              | 54,6                    |
| Lilla Alby                | 18,3                    |
| Storskogen                | 16,6                    |
| Duvbo                     | 14,6                    |
| Ör                        | 25,5                    |
| Ursvik                    | 14,3                    |
| Brotorp/Järvastaden       | data saknas             |
| Restförda                 | 47,9                    |
| Källa: Sundbybergs kommun |                         |

Följande länder är de 10 vanligaste födelseländerna för befolkningen i Sundbybergs kommun.
| Födelseland 31 december 2021 | Födelseland 31 december 2021 | Födelseland 31 december 2021 | Födelseland 31 december 2021 | Födelseland 31 december 2021 |
| ---------------------------- | ---------------------------- | ---------------------------- | ---------------------------- | ---------------------------- |
| Nr                           | Land                         | Antal                        | Andel                        | Andel i hela riket           |
| 1                            | Sverige                      | 36 447                       | 68,04 %                      | 80,00 %                      |
| 2                            | Iran                         | 1 525                        | 2,85 %                       | 0,80 %                       |
| 3                            | Eritrea                      | 1 198                        | 2,24 %                       | 0,46 %                       |
| 4                            | Syrien                       | 1 068                        | 1,99 %                       | 1,88 %                       |
| 5                            | Finland                      | 965                          | 1,80 %                       | 1,31 %                       |
| 6                            | Irak                         | 910                          | 1,70 %                       | 1,40 %                       |
| 7                            | Indien                       | 802                          | 1,50 %                       | 0,45 %                       |
| 8                            | Polen                        | 727                          | 1,36 %                       | 0,91 %                       |
| 9                            | Etiopien                     | 494                          | 0,92 %                       | 0,22 %                       |
| 10                           | Grekland                     | 404                          | 0,47 %                       | 0,36 %                       |

## Kultur

### Konstarter

#### Offentlig konst

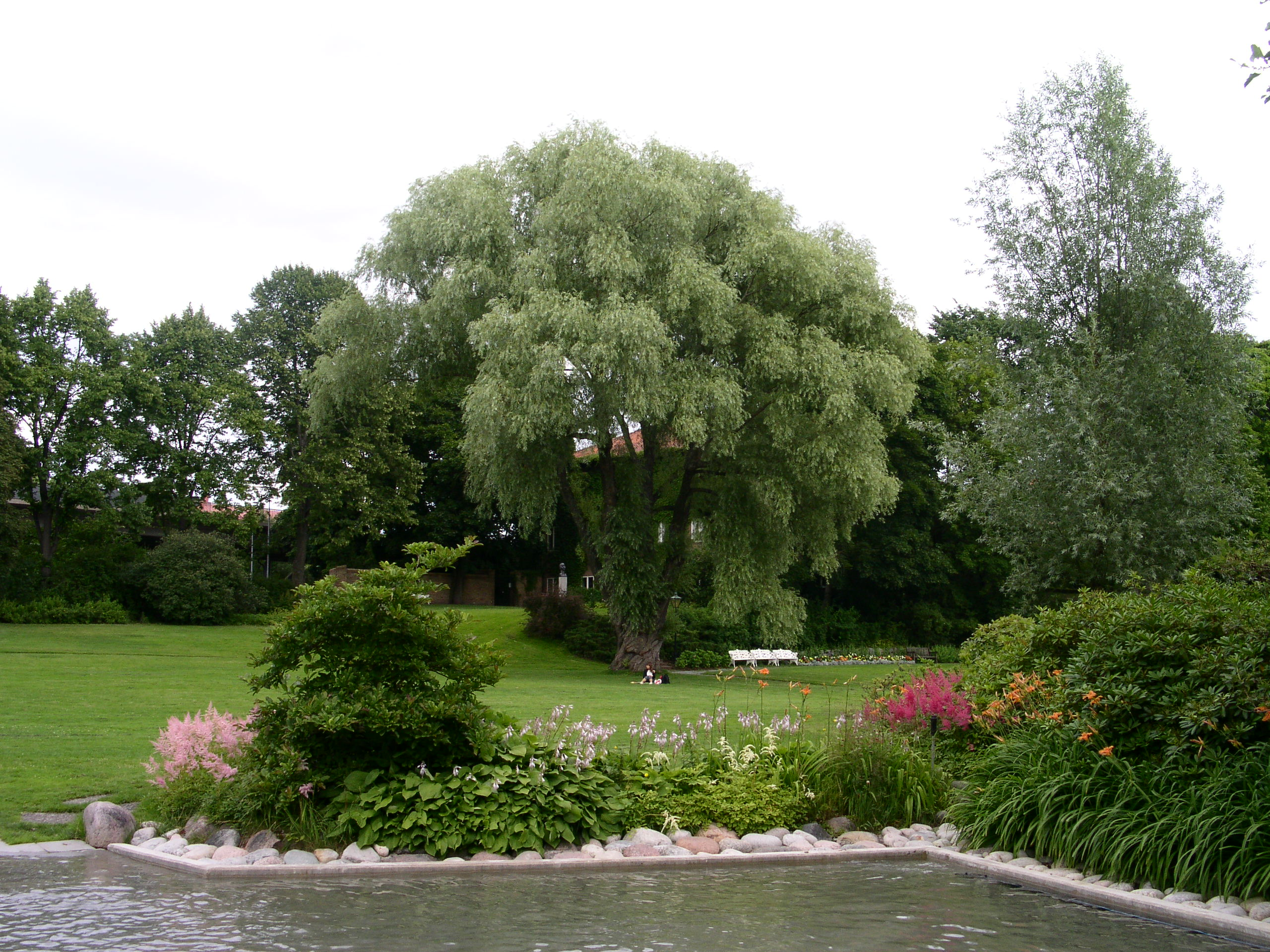
Marabouparken.

Marabouparken utsågs 2008 till Sveriges vackraste park.

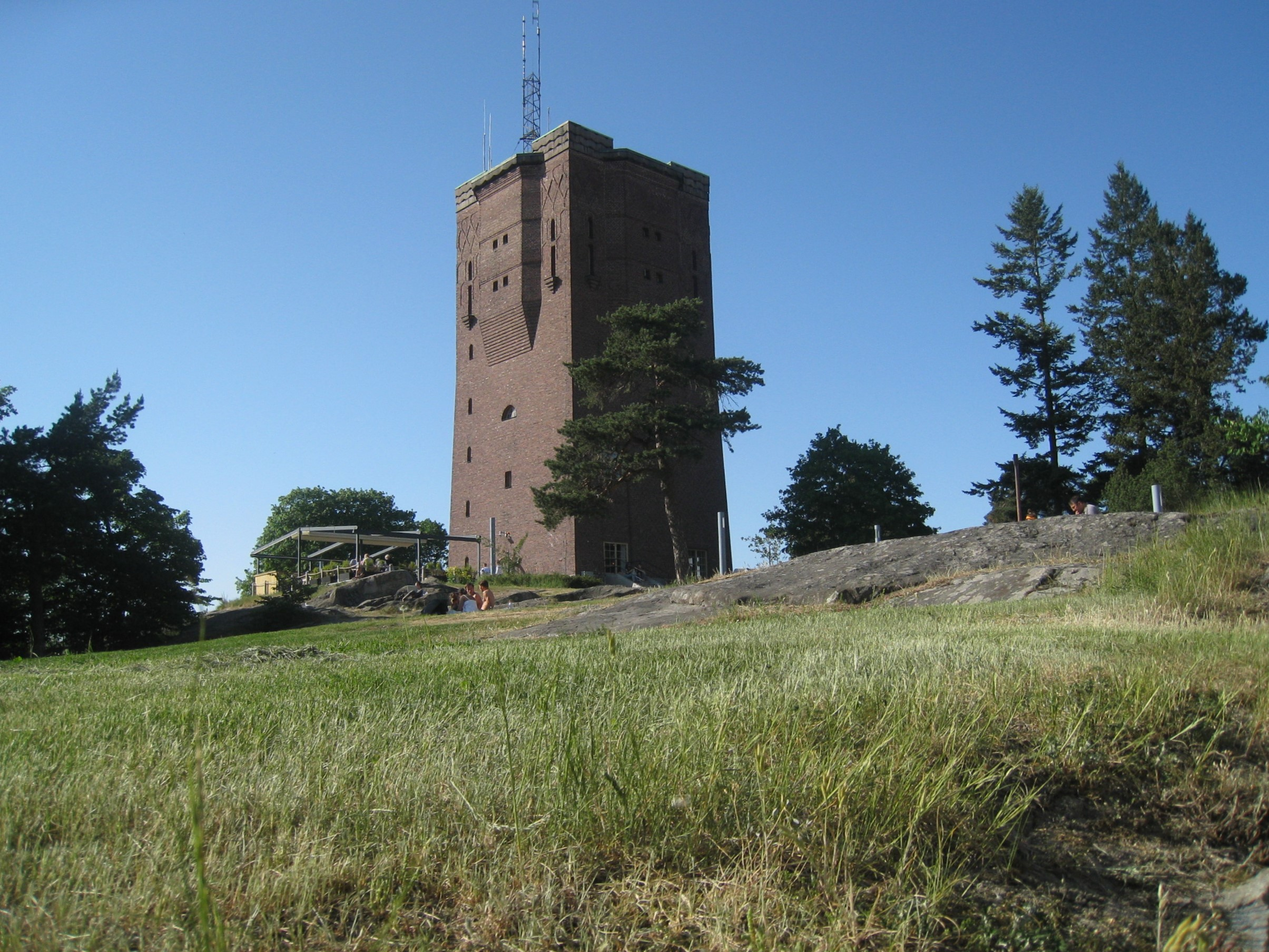
Vattentornet i Tornparken, arkitekt var Ivar Tengbom.

Tornparken är en central mötesplats i Sundbyberg. Här finns bland annat ett vattentorn, därav parkens namn. Vattentornet som stod klart 1912 är kulturminnesmärkt och stod sedan 1926 länge oanvänt. Det finns nu en restaurang i tornet.

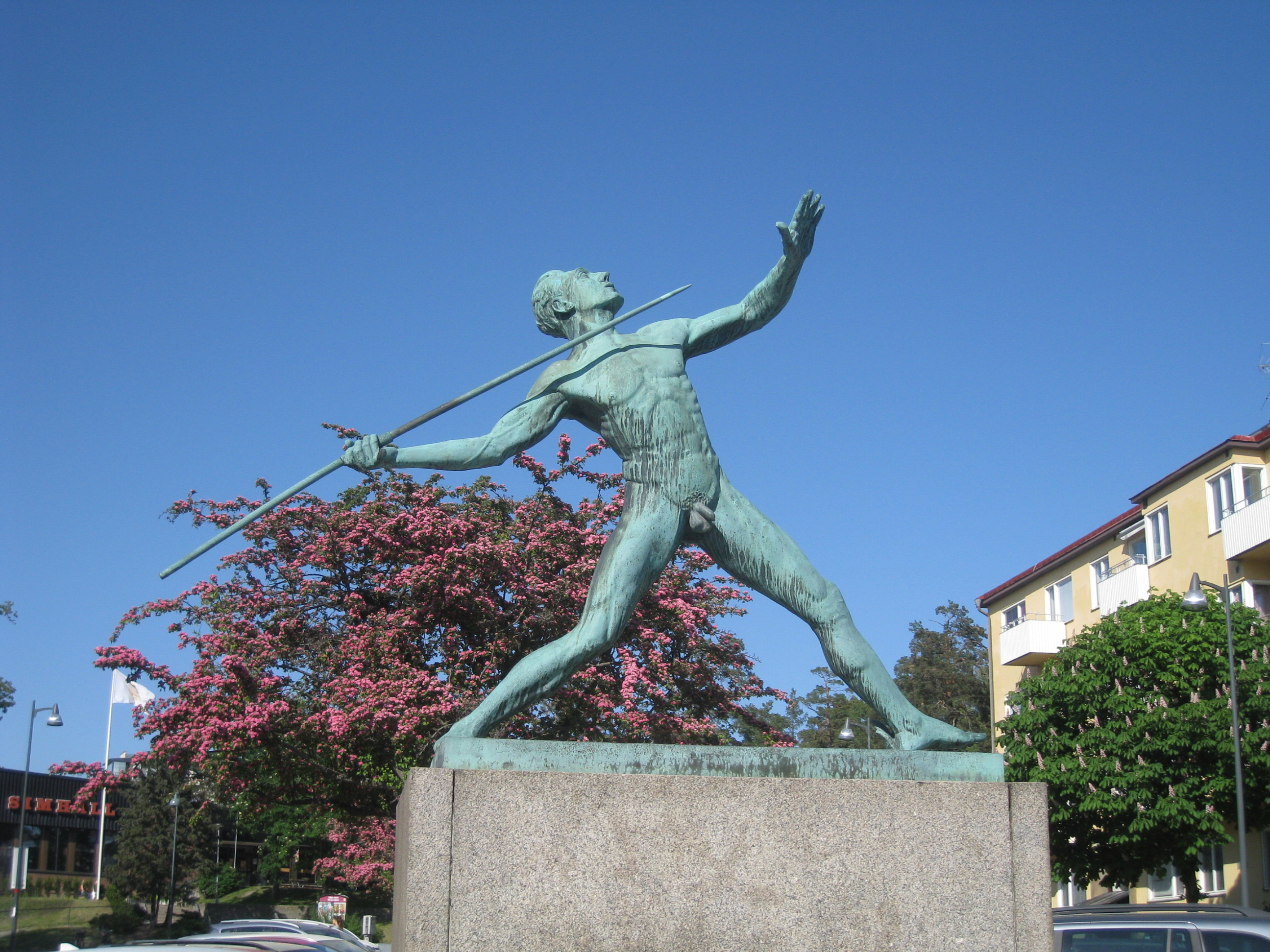
Spjutkastaren.

Skulpturen Spjutkastaren är gjord av Carl Fagerberg och är placerad vid Fredsgatans rondell. Den var ursprungligen tänkt att placeras vid Stockholms stadion, där Fagerbergs "Kulstötaren" och "Stafettlöparna" än idag står, men då stora protester utbröt och bland annat Stockholms skönhetsråd hade åsikter kom den aldrig att ställas upp där utan ställdes istället upp i nära anslutning till Sundbybergs Idrottsplats. Under 1990-talet uttalade dock Stockholms stad en önskan om att få "tillbaka" Spjutkastaren för att ställa upp den på den ursprungligt tänkta platsen. En kompromiss blev att Stockholms stad fick låta gjuta en mindre kopia av Spjutkastaren som idag står uppställd vid Stockholms stadion där det klart framgår att det är en kopia av originalet.

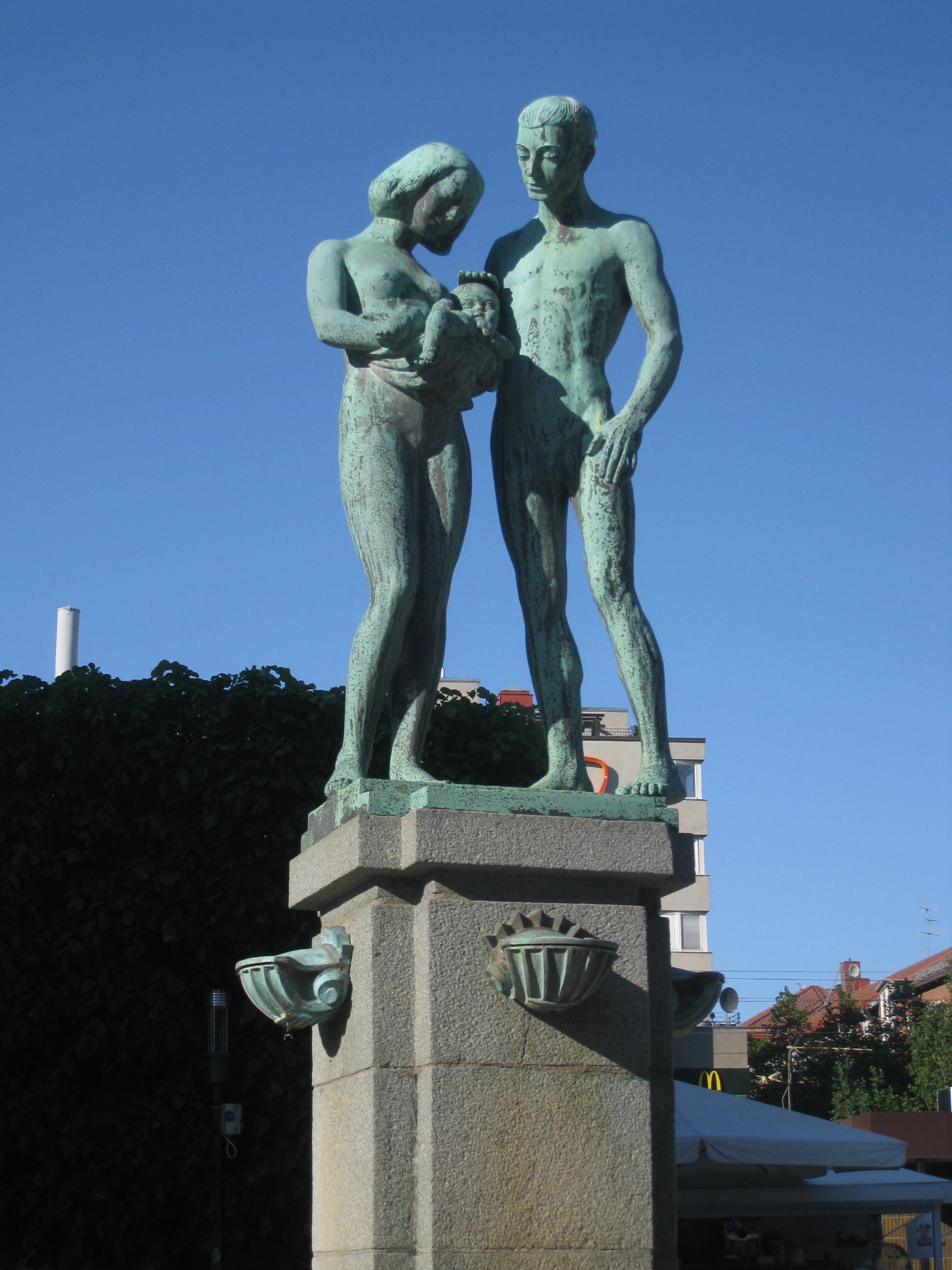
Industribrunnen.

Skulpturen "Den lyckliga familjen" (en man och en kvinna med ett barn), är gjord av Carl Fagerberg 1934 och är placerad vid Sundbybergs torg fram för som idag är Signalfabriken, som idag är ett stadsutvecklingsprojekt i kvarteret Plåten i Centrala Sundbyberg. Då brunnen på 1930-talet placerades vid Sundbybergs torg var det framför det dåvarande Sundbybergs stadshus. Idag ligger Sundbybergs stadshus på Östra Madenvägen 4 i stadsdelen Hallonbergen. Brunnen vid Sundbybergs torg pryds även av fyra stycken kopparreliefer som symboliserar stadens dåvarande fabriker såsom Marabou, Sieverts Kabelverk, Spis- & Knäckebrödsfabriken och Bryggeriet Kronan. Skulpturen skänktes till Sundbybergs stad av Marabou.

### Kulturarv
I Centrala Sundbyberg har områdets tidigare fabrikslokaler byggts om. Dessa vittnar om den förändring som området genomgått "från arbetarstad med tung verkstadsindustri till en kommun där modern tjänsteproduktion av kunskap och service dominerar". Vidare har damminventeringen identifierat två dammar i kommunen som kulturarv. Dessa är regleringsdammarna vid Lötsjön-Golfängarnas naturreservat som anlades av Sundbybergs stad 1947–1962. De båda tillhör en park som ritades av landskapsarkitekten Sven A. Hermelin.

### Kommunvapen
Sundbybergs kommunvapen fastställdes för Sundbybergs stad 1928 och innehåller symboler för stadens då största industrier, mekanisk och elektrisk industri. Blixten symboliserar den elektriska industrin och de tre kugghjulen symboliserar den mekaniska industrin i Sundbyberg. Blixten eller åskan i vapnet framställs på ett sätt som har varit vanlig sedan antiken. Riksheraldikern greve Adam Lewenhaupt formgav skölden. Sundebybergs vapensköld har varit stadsvapen sedan 1928. Vapnet överfördes per automatik till Sundbybergs kommun och registrerades för kommunen 1974. Ingen sammanläggning skedde vid kommunreformerna.
Sundbybergs kommunvapen blasonering: I silversköld en röd bjälke belagd med en åska av samma metall åtföljd av trenne röda kugghjul två över och ett under.
Även Duvbo municipalsamhälle (tidigare: Dufvebohlet) hade ett eget vapen, som fastställdes den 30 juni 1943 med blasoneringen: I fält av silver ett grönt äppelträd med röda äpplen. Giltigheten för detta vapen upphörde den 1 januari 1949 i samband med municipalsamhällets upplösning och inkorporering med Sundbybergs stad. I olika sammanhang används dock vapnet av boende i Duvbo.

Sundbybergs kommunvapen
Duvbo municipalsamhälles vapen

## Galleri

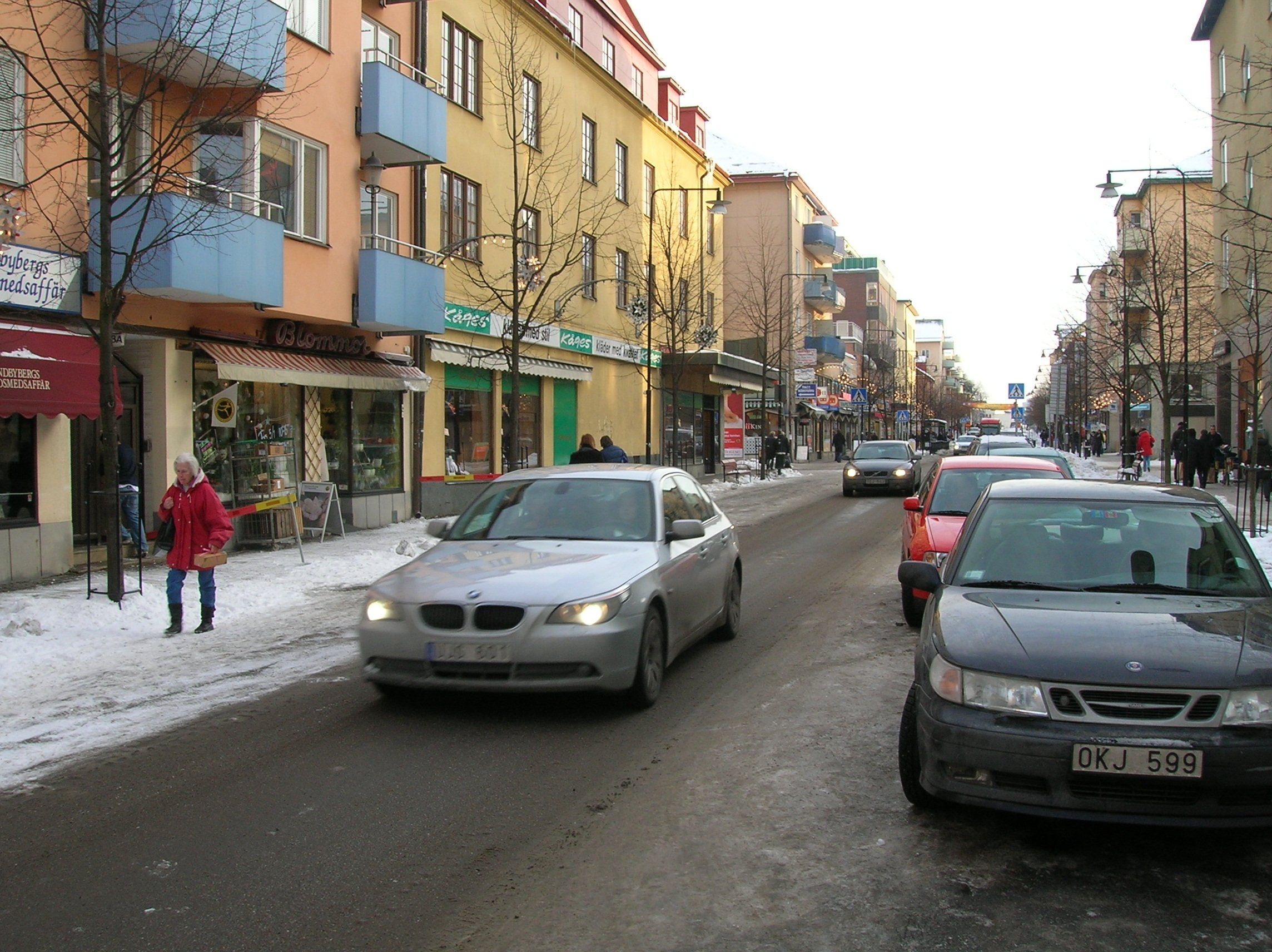
Sturegatan
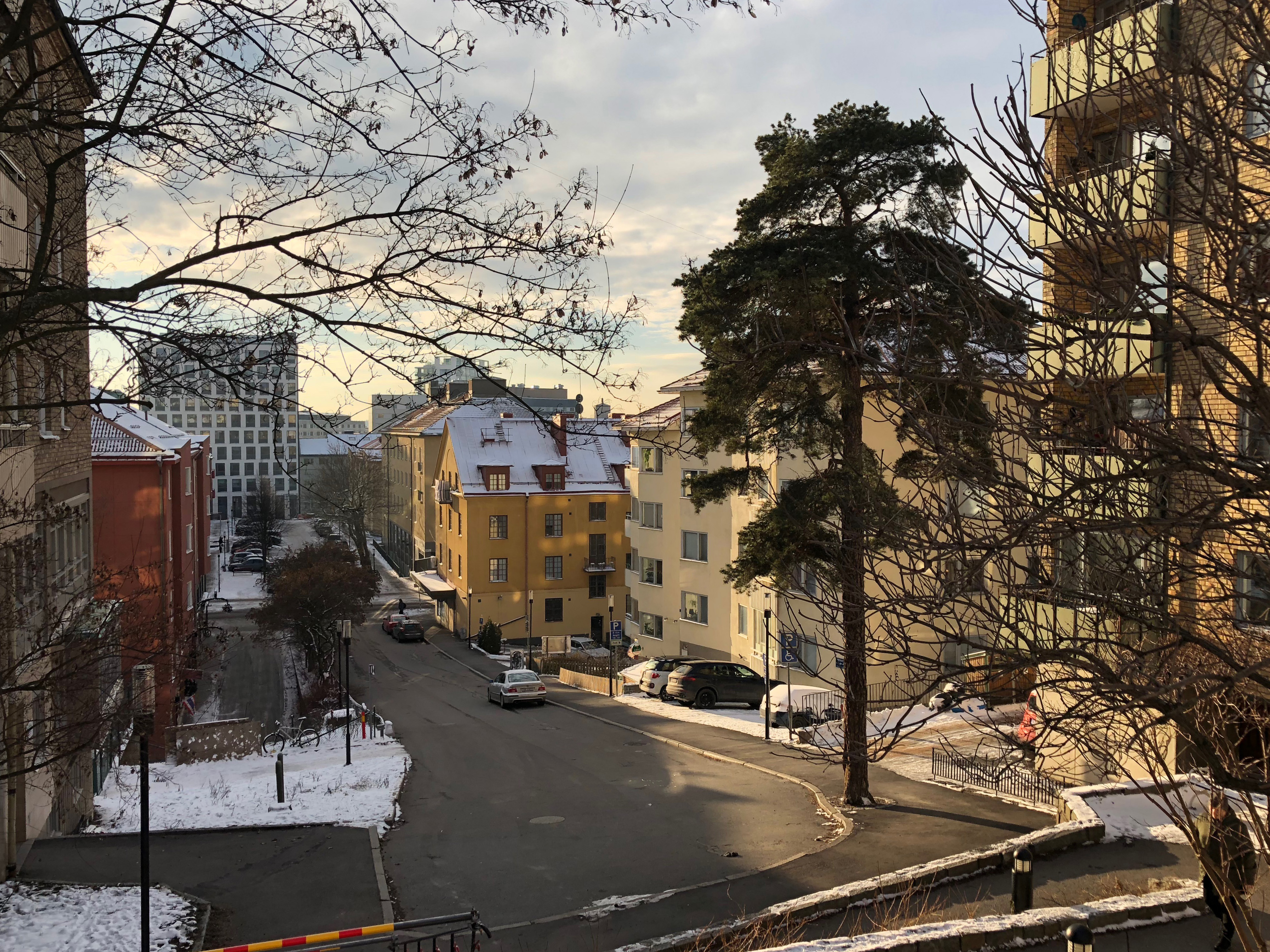
Brunnsgatan
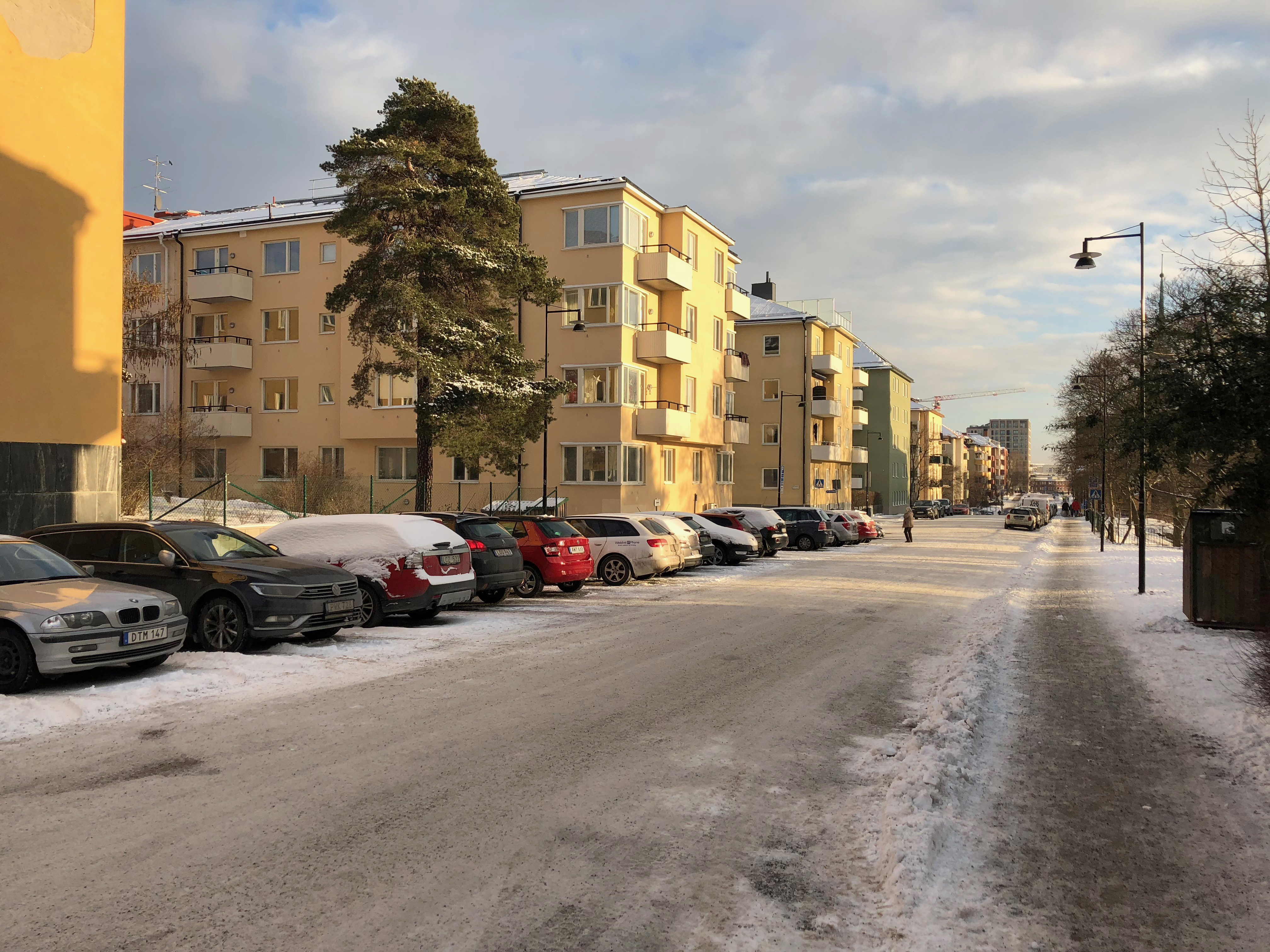
Prästgårdsgatan
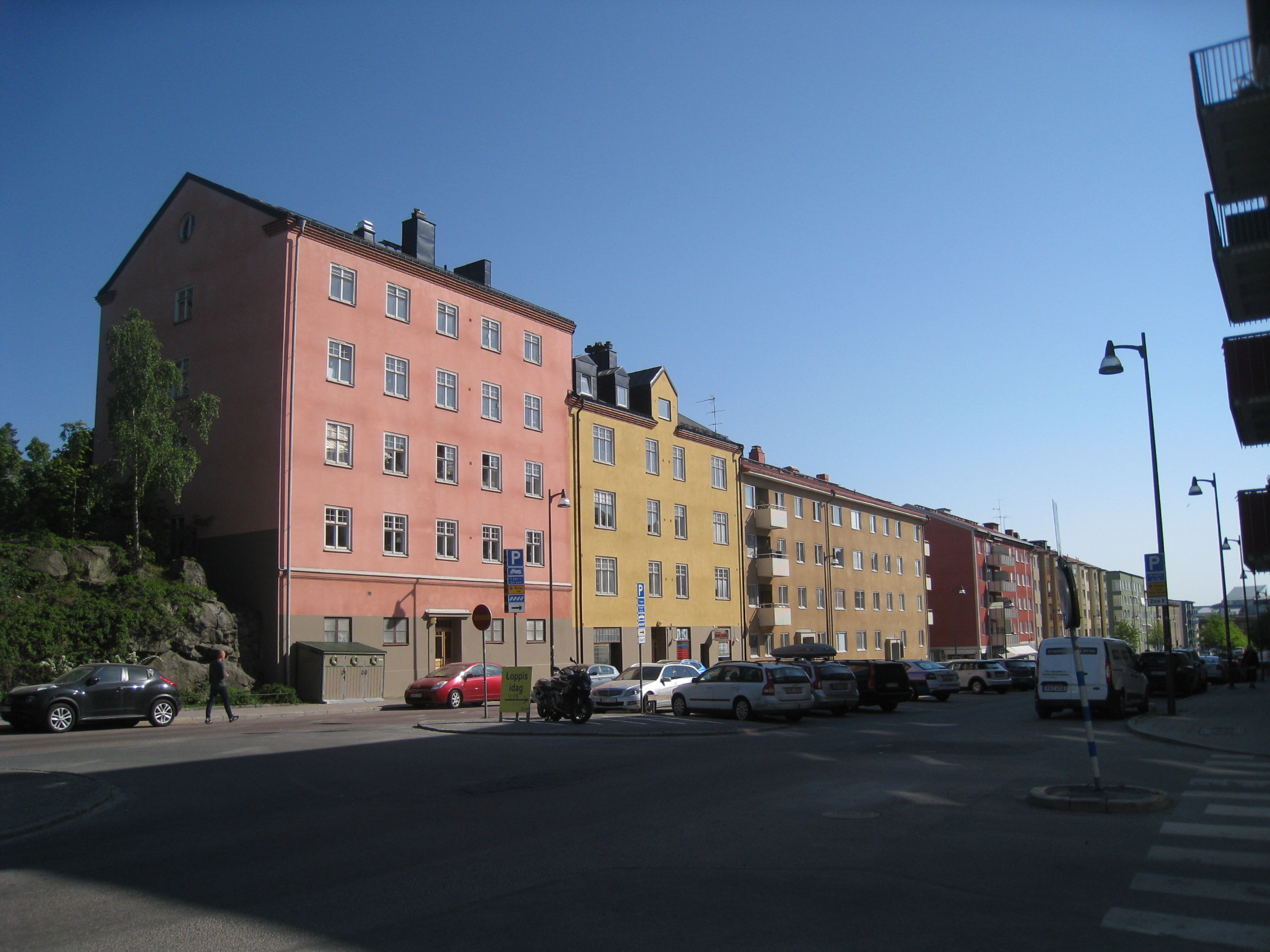
Fredsgatan
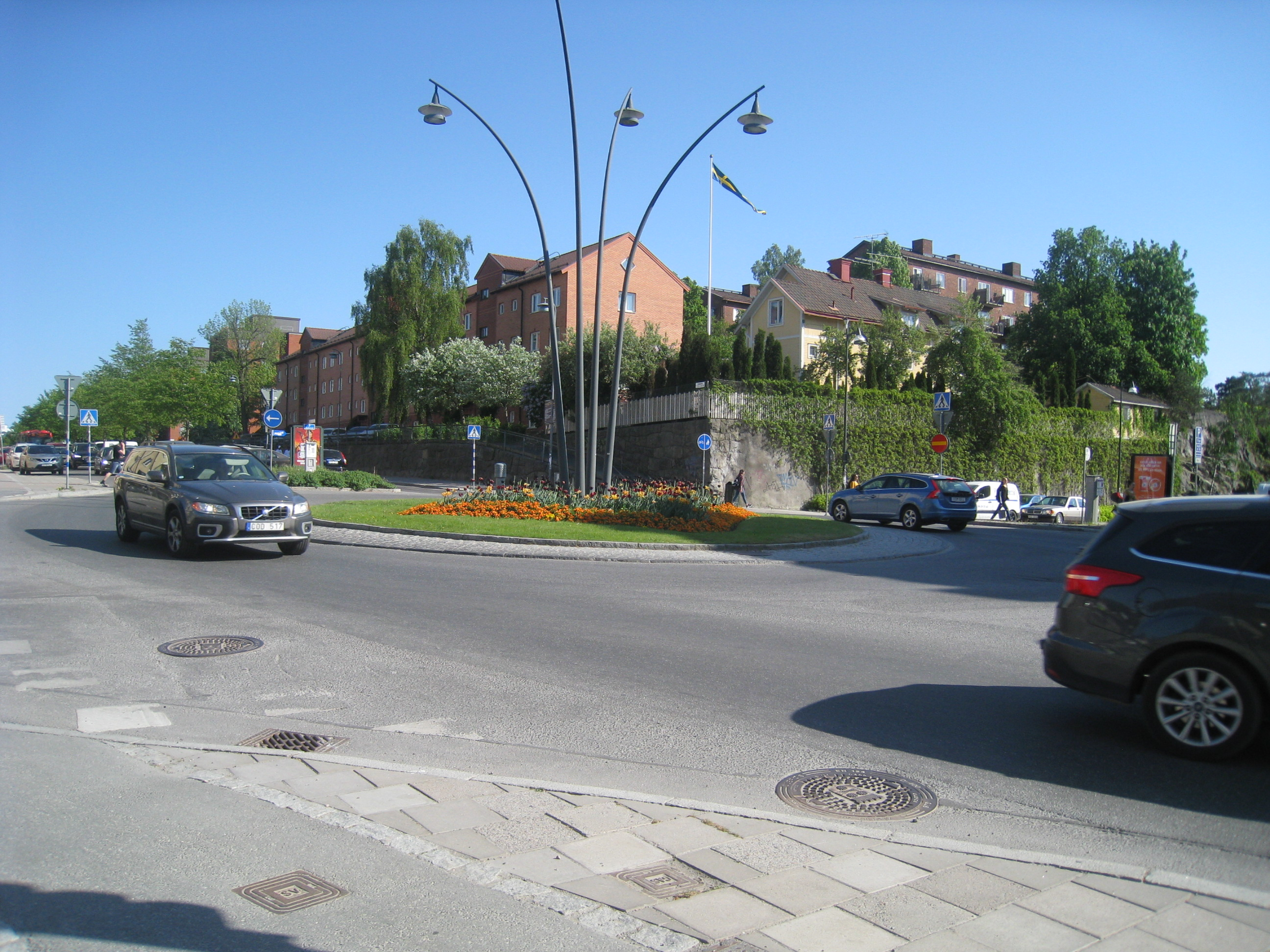
Rondellen Tulegatan-Fredsgata
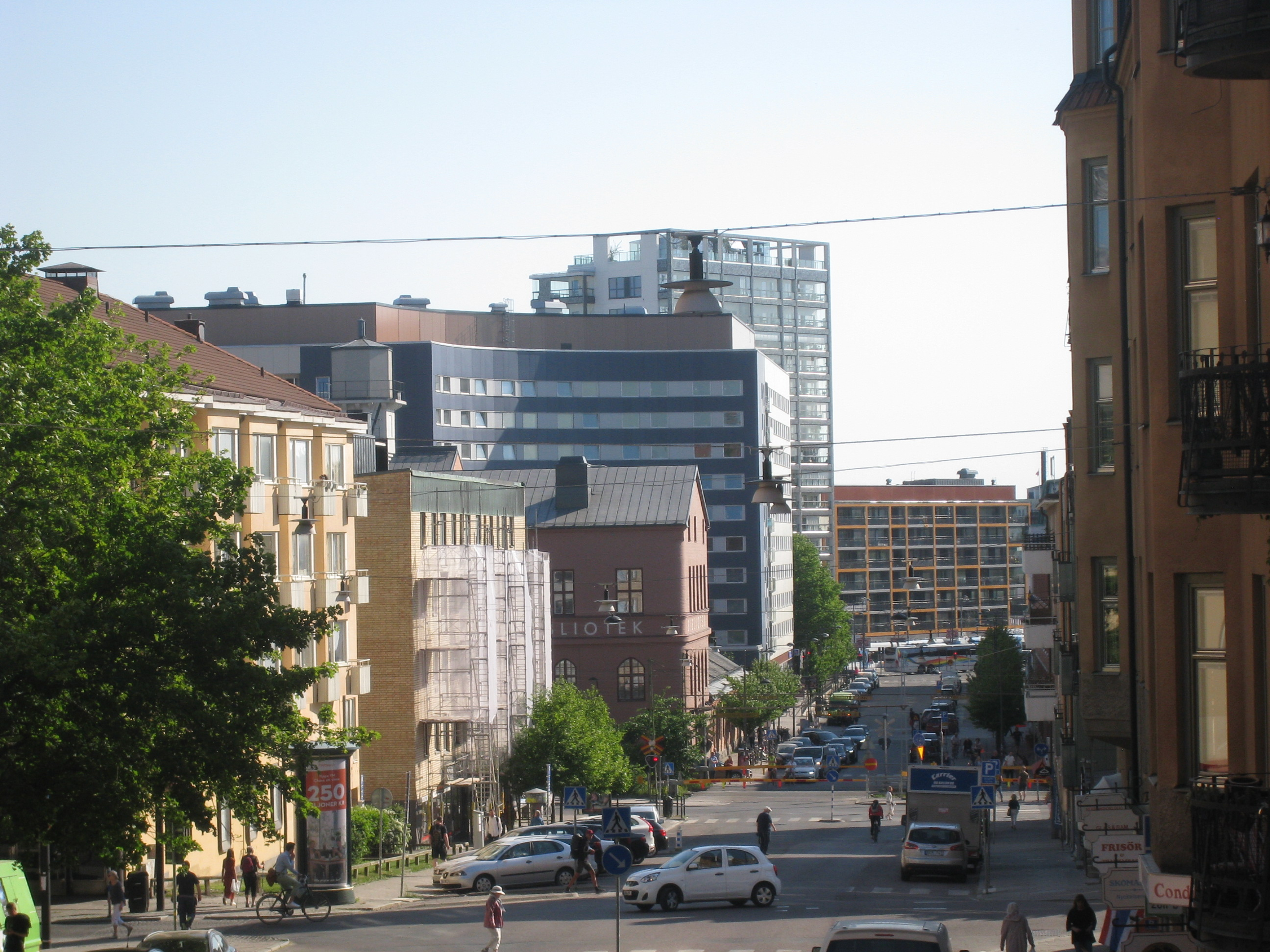
Esplanaden från Tornparken
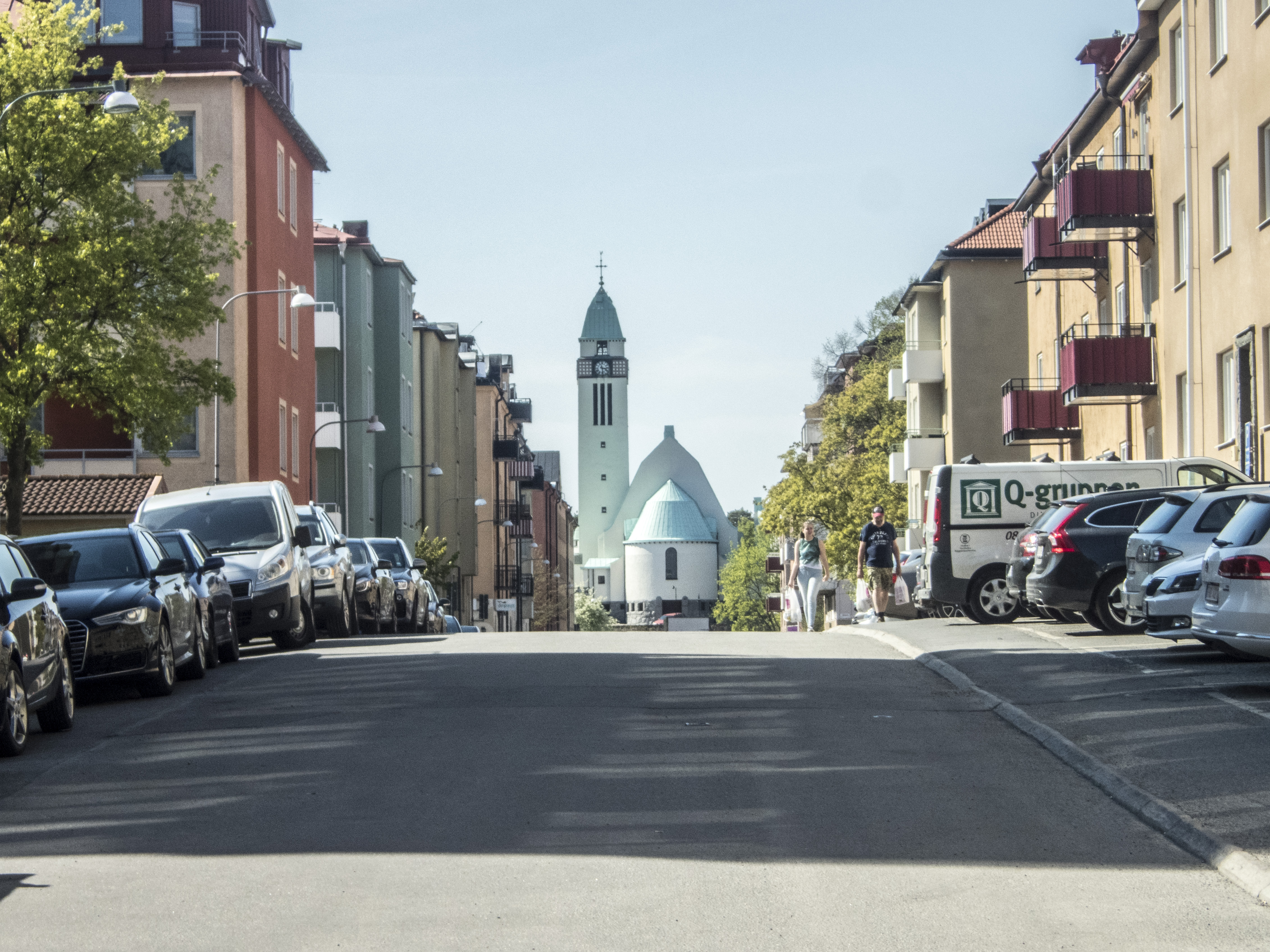
Vintergatan